# 普天東方通信集團
普天東方信息集團有限公司，簡稱普天東方信息集團（英語：Putian Eastern Communications Group Company Limited），在1958年由當時國務院郵電部「浙江省邮电器材厂」、「杭州邮电器材厂」、「电信总局五二二厂」、「邮电部杭州通信设备厂」，以及「杭州通信有限责任公司」，現時由中國普天信息產業股份有限公司旗下。
現時業務覆盖通信终端产品制造、通信系统产品及服务、金融电子、智能卡、软件和增值產業，旗下上市公司則有2家，就是東方通信股份有限公司，以及东信和平智能卡股份有限公司。
董事長及總裁為張澤熙，總部位於杭州市西湖区文三路398号。

## 連結
- Eastcom-Group.com （页面存档备份，存于）